# Rolf Lauter

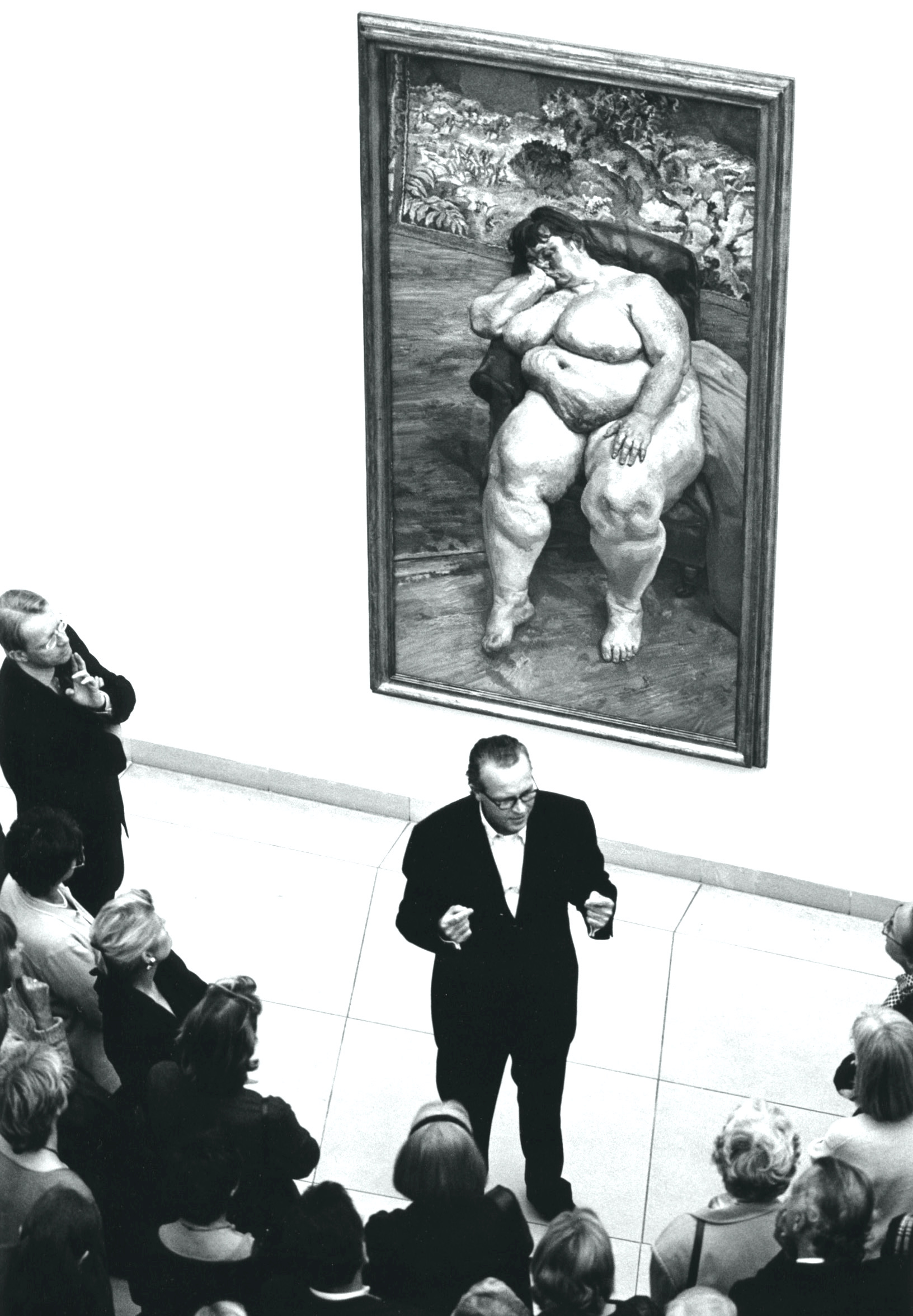
Vortrag des Kurators Rolf Lauter in der Ausstellung „Lucian Freud: Naked Portraits“, Museum für Moderne Kunst, Frankfurt am Main, Oktober 2000. Die Abbildung zeigt Lauter vor dem Gemälde von Lucian Freud Sleeping by the Lion Carpet (1995–96, Oil on canvas, 256,5 × 143,5 cm, Private Collection, USA)

Rolf Dieter Lauter (* 3. Dezember 1952 in Mannheim) ist ein deutscher Kunsthistoriker, Kurator und Kulturmanager.

## Leben
Rolf Lauter arbeitete bereits während seiner Schul- und Gymnasialzeit in der Galerie Margarete Lauter in Mannheim mit. Ab 1972 studierte er Kunstgeschichte, Klassische Archäologie, Christliche Archäologie, Philosophie und Romanistik an der Universität Heidelberg und an der Universität Göttingen. Bei Peter Anselm Riedl in Heidelberg wurde er 1984 zum Thema Variable Plastik. Untersuchungen zum Thema der Veränderbarkeit in der Kunst des 20. Jahrhunderts promoviert. Seit 1984 hatte er eine Stelle als wissenschaftlicher Mitarbeiter, seit 1989 als Kustos am Museum für Moderne Kunst in Frankfurt am Main, das 1991 in den Museumsneubau umzog, inne. Seit 1991 war er Oberkustos und stellvertretender Direktor. Er leitete hausinterne Ausstellungsprojekte und Projekte in der Kommune und war überregional beratend am Museumsneubau in Bozen beteiligt. Zwischen 1989 und 1994 nahm er Lehraufträge zu Themen der Gegenwartskunst an der Universität Marburg wahr, später auch an der Universität Mannheim.
Von 2002 bis 2007 war Lauter Direktor der Kunsthalle Mannheim, wo er in mehreren Ausstellungen von 2003 bis 2007 versuchte, ein neues Museumsmodell zu thematisieren, das nicht mehr auf der chronologisch, kunsthistorischen Anordnung der Kunstwerke basierte, sondern auf dem Prinzip der überkulturellen und überzeitlichen Korrespondenzen von Werken mit vergleichbaren Inhalten und ästhetischen Ausdrucksformen.
Nach seiner viel diskutierten Ablösung von der Leitung der Kunsthalle (September 2007) durch die Kommune war Lauter noch für zwei Jahre als Kulturbeauftragter für Bildende Kunst beschäftigt. In dieser Zeit entwickelte er zahlreiche künstlerische und städteplanerische Projekte, von denen die umfangreiche Ausstellung artscoutone lange in der Metropol Region nachwirkte.
Seither ist Lauter in verschiedenen Projekten zur Kunstförderung in der Rhein-Neckar-Region und überregional engagiert, wozu er eine eigene Stiftung gegründet hat.

## Kuratierungen
Siehe: Liste der von Rolf Lauter kuratierten Ausstellungen
Rolf Lauter kuratierte zahlreiche Ausstellungen von internationalen Künstlern in verschiedenen Institutionen. Von 1985 bis 2002 realisierte er für das Museum für Moderne Kunst, die Galerie Jahrhunderthalle Hoechst sowie die Stadt Frankfurt zahlreiche, zum Teil stadtübergreifende Ausstellungen und Kulturprojekte, wie etwa Zeitgenössische Kunst im städtischen Raum, Kunst in Frankfurt 1945 bis heute, Views from Abroad, Bill Viola: A 25 Year Survey Exhibition oder Leuchtspur entlang der Kulturmeile Braubachstrasse. Lauter kuratierte zudem Überblicksausstellungen zu den Künstlern Carl Andre (1991), Neo Rauch (1993), Charlotte Posenenske und Peter Roehr (1993/94), Alighiero Boetti (1998), Bill Viola (1999), Lucian Freud (2000/01), Jeff Wall (2001) und war unter anderem Partner-Kurator von John Baldessari, Fischli & Weiss, Dan Flavin, Mario Merz, Claes Oldenburg, Eric Fischl, Alex Katz und James Turrell.
Als Direktor der Kunsthalle Mannheim realisierte er mehrere Neupräsentationen der Sammlung „Die Neue Kunsthalle I-IV“ (2003-2005), Direkte Malerei-Direct Painting (2004/05), Full House – Faces of a Collection (2006) und 100 Jahre Kunsthalle Mannheim (2007) sowie Einzelausstellungen mit Arthur Omar und Juergen Teller (2003), Nigel Hall, Yang Fudong, Gary Hill, Lynette Yiadom-Boakye, Yan Pei-Ming (2004) , Martin Parr, Horst Hamann, Cecily Brown und Jaume Plensa (2005), Sigmar Polke, Hussein Chalayan, James Turrell, Thomas Zipp, Tal R, Matthias Weischer (2007/8).
Seit 2009 realisierte Lauter Künstler- und Kunstprojekte; wie etwa Curator’s Choice, Hans Peter Adamski, Artist Friends – Artist Duos, artscoutone, Otgonbayar Ershuu, artscoutneo, Margret Eicher, Horst Hamann, Inner – Outer Worlds oder London Portraits.

## Zitate
„Fortschreitende Aktualität kann in einem Museum nur erzielt werden einerseits durch die konsequente Suche nach dem Neuen und nicht nach dem Anerkannten in der Gegenwartskunst, andererseits durch die Ermöglichung des Dialogs zwischen Gegenwärtigem und Vergangenem.“

## Schriften (Auswahl)
Lauter ist Herausgeber einer Vielzahl von Schriften und Ausstellungskatalogen, die während seiner Tätigkeit in Frankfurt am Main und Mannheim entstanden sind.
- (Hrsg.) mit Peter Iden: Bilder für Frankfurt. Bestandskatalog des Museums für Moderne Kunst. München 1985, ISBN 978-3-7913-0702-2.
- (Hrsg.): Kunst in Frankfurt. Das Museum für Moderne Kunst und die Sammlung Ströher. Zur Geschichte einer Privatsammlung. Ausst.-Kat. (5. Dezember 1994 bis 8. Januar 1995). Frankfurt am Main, o. J.
- (Hrsg.): Für Jean-Christophe Ammann: Festschrift. Societäts-Verlag, Frankfurt am Main 2001, ISBN 3-7973-0789-6.
- (Hrsg.): Lucian Freud Naked Portraits. Werke der 40er bis 90er Jahre. 2001, ISBN 3-7757-9043-8.